# Basilio Zapata
Basilio Zapata (Tegucigalpa, Honduras 9 de enero de 1970) es un exfutbolista de Honduras que jugaba en la posición de lateral derecho.

## Carrera

### Club
| Periodo   | Club               |
| --------- | ------------------ |
| 1990-1998 | CD Marathón        |
| 1999-2007 | CD Walter Ferretti |
| 2007-2010 | Chinandega FC      |

### Selección nacional
Jugó para Honduras en 21 ocasiones de 1991 a 1998 y anotó dos goles; participó en dos ediciones de la Copa de Oro de la Concacaf.

## Logros
- Primera División de Nicaragua (1): 2001
- Copa de Honduras (1): 1994